# Onthophagus rugidorsis
Misslyckades att serialisera data.
Onthophagus rugidorsis är en skalbaggsart som beskrevs av D'orbigny 1913. Onthophagus rugidorsis ingår i släktet Onthophagus och familjen bladhorningar. Inga underarter finns listade i Catalogue of Life.